# AM1 (Triebwagen)
Der AM1, die Abkürzung AM steht für automotor – rumänisch für Triebwagen –, war ein 1936 gebautes und 1937 in Betrieb genommenes Schienenfahrzeug in Rumänien. Der zweiachsige Verbrennungstriebwagen wurde als Einzelstück von der Werkstatt der Straßenbahn-Gesellschaft Tramvaiele Comunale Timișoara (T.C.T.) für das 1907 eröffnete 74 Kilometer lange Waldbahnnetz um Voislova und Zăvoi produziert, welches eine Spurweite von 760 Millimetern aufwies. Dort setzte ihn der Hersteller selbst zweimal täglich im Touristikverkehr auf der 21 Kilometer langen Strecke vom C.F.R.-Bahnhof Zăvoi – der an der Strecke Caransebeș–Simeria liegt – über Mărul nach Poiana Mărului ein. Beim Endpunkt der Waldbahn besaß die Stadt Timișoara die Berghütte Vila Bistra, das kommunale Verkehrsunternehmen selbst unterhielt außerdem im nahegelegenen Muntele Mic-Gebirge die beiden Hütten Bela Vista und Brădisorul zur Erholung seiner Mitarbeiter.
Das straßenbahnähnliche Einrichtungsfahrzeug mit hölzernem Wagenkasten hatte nur einen Führerstand und musste daher – vergleichbar damaligen Schienenbussen – an den Endpunkten gedreht werden. Als Antrieb fungierte ein Achtzylinder-Motor von Ford. Zusätzlich stand ab 1938 bei Bedarf ein Beiwagen mit 15 Sitzplätzen zur Verfügung, der ebenfalls von der T.C.T. gebaut und betrieben wurde. Der Zug war schließlich bis 1950 in Betrieb, sein weiterer Verbleib ist nicht überliefert.